# FUD
FUD (акроним от англ. fear, uncertainty and doubt — «Страх, неуверенность и сомнение») — тактика психологической манипуляции, применяемая в маркетинге и пропаганде вообще, заключающаяся в подаче сведений о чем-либо (в частности, продукте или организации) таким образом, чтобы посеять у аудитории неуверенность и сомнение в его качествах и таким образом вызвать страх перед ним. Для этого может использоваться клевета, голословные утверждения и намеки. Может применяться как для антирекламы, так и для рекламы, сея страх перед неопределенным кругом альтернативных решений. Является частным случаем апелляции к страху.
Хотя термин применяется, по крайней мере, с 20-х годов XX века, широкое распространение он получил в связи с движением свободного программного обеспечения, один из неформальных авторитетов которого, Эрик Рэймонд, часто обвиняет компанию Microsoft в использовании таких практик. В частности, среди называемых этим термином заявлений приводятся утверждения о вероятном нарушении программами или кодеками конкурентов патентов на ПО без указания конкретных патентов (Microsoft — о Linux; Thomson Multimedia — об Ogg Vorbis; MPEG LA, Apple, Nokia — об Ogg Theora). Согласно The Jargon File, до Microsoft другим известным случаем было использование этой тактики продавцами IBM, чтобы отпугнуть клиентов от конкурирующей продукции Amdahl.